# Registered jack

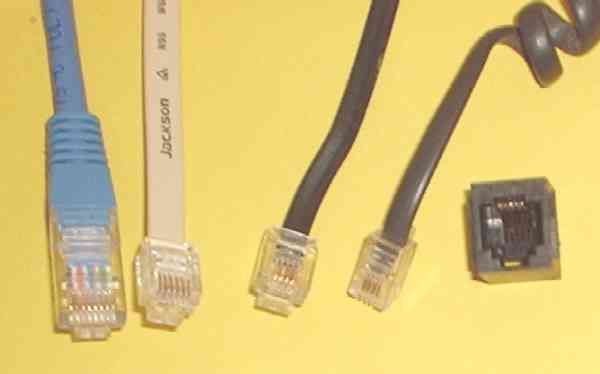
左から順に
RJ-45プラグ
RJ-11 6ピンプラグ
RJ-11 4ピンプラグ（6ピンと同型）
RJ-9 受話器の4ピンプラグ
RJ-11 6ピンジャック

registered jack (レジスタード・ジャック、RJ) は通信用コネクタの規格の一つ。米連邦通信委員会に登録されたものを言い、RJ-11・RJ-9・RJ-14・RJ-25・RJ-48・RJ-61・RJ-45などがある。

## 物理的互換性
registered jack には、同一の規格であってもピン数の異なるものが存在する。たとえば電話の「モジュラージャック」(modular jack)として知られるRJ-11規格の2ピンプラグは6ピンあるRJ-11規格のうち、中央の2本にのみピンを実装し、外側の4本のピンを実装していないもので、俗に「6極2芯」、同様に中央の4本のピンを実装し外側2本のピンを実装しない「6極4芯」がある。また、これらと区別するため、すべてのピンを実装したものを「6極6芯」や「フル結線」などと呼ぶ場合もある。
規格設計上は、同一規格のプラグであれば2ピンプラグは4ピン・6ピンのジャックにも物理的に差し込むことができ、コネクタの中央寄りの2線のみが電気的に接続される。同様に、4ピンプラグは2ピンや6ピンのジャックに差し込め、2ピンのジャックに差し込んだ場合は中央寄りの2線のみ、6ピンのジャックに差し込んだ場合は中央寄り4線のみが接続される。
ただし、一部メーカーではこの仕様に合わない製品もあり、物理的互換性は信号上の互換性を保証しない。
RJ-11の6ピンプラグをRJ-45のジャックに差し込むなど、規格が異なる場合は接続できない。無理に差し込むとプラグがジャックから外せなくなったり、ジャック側の接点を破損する。

## よく使われる規格

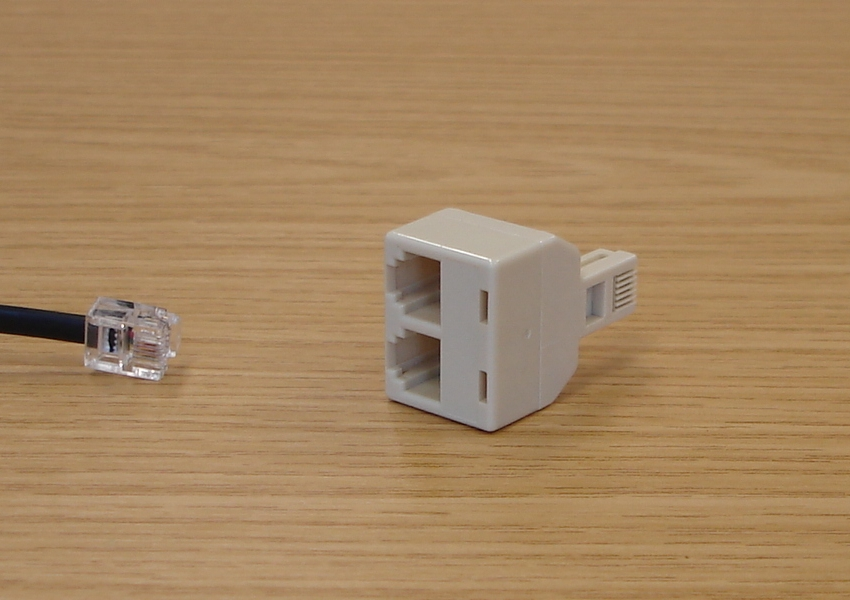
テレフォンスイッチ、複数台の電話機を接続する為に用いる。

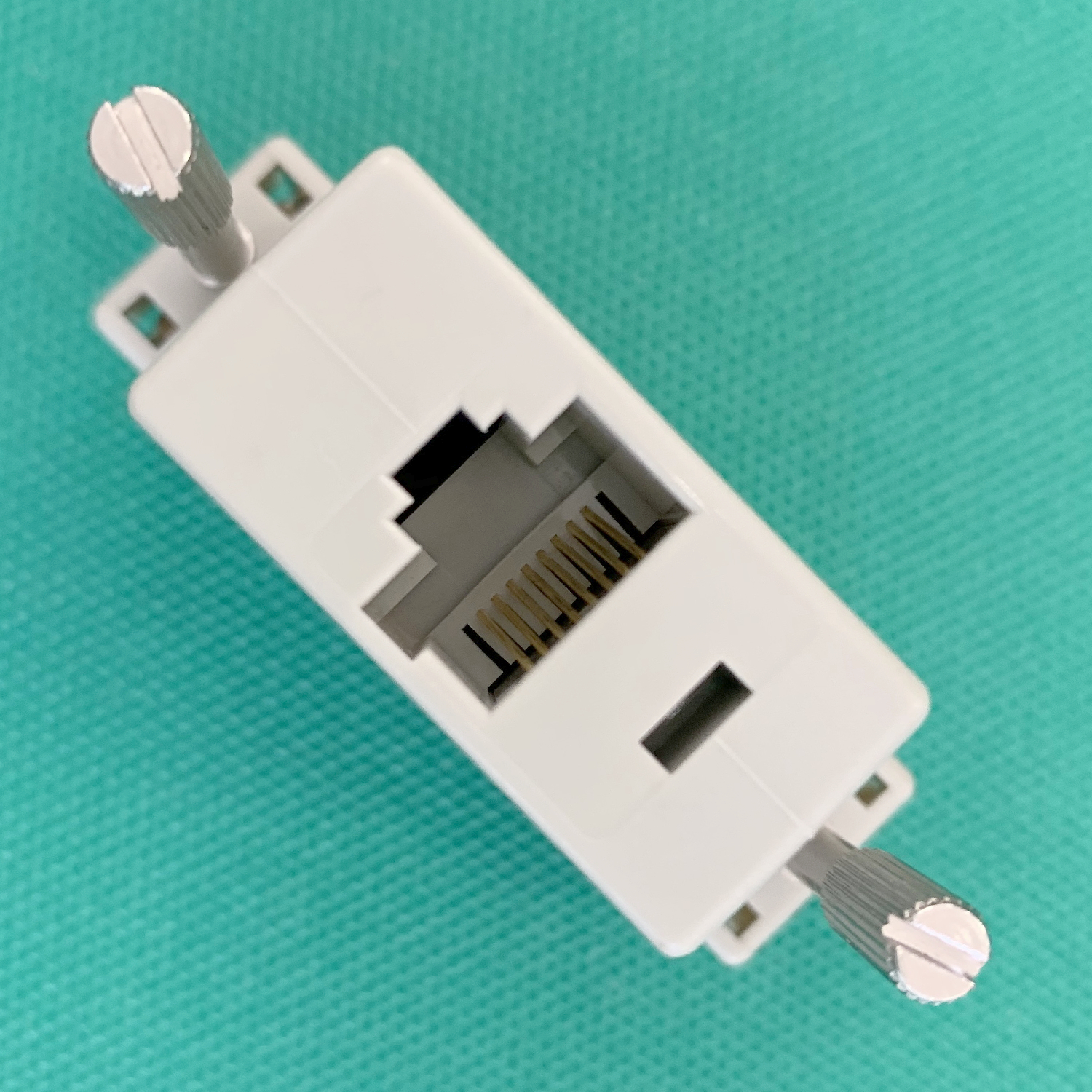
8P8C メス（jack）

### RJ-11
いわゆる固定電話で一般的に用いられているコネクタ。市販されているプラグ付きのモジュラケーブルは4線式のものが殆どだが、これらは厳密にはRJ-11ではなくRJ-12またはRJ-14である。しかし、コネクタの形状は同じであり、2線式のRJ-11の上位互換であるため実用上はそのまま利用できる。POSレジのキャッシュドロワー、カスタマーディスプレイの伝送路として用いられる事もある。

### RJ-9
電話線に使用されるRJ-11よりも幅がやや狭いプラグで、4ピンのコネクタをもつ。主に電話機で受話器やヘッドセットの接続に用いられる。両端にRJ-9コネクタを備えたカールコードは入手が容易である。

### RJ-45
8線式のツイストペアケーブル（イーサネット用）によく用いられる。